# Richard B. Mason
Richard Barnes Mason (Fairfax County, 16 januari 1797 − Lemay, 25 juli 1850) was een officier in de United States Army en de vierde militaire gouverneur van Californië. Hij was een nazaat van George Mason, een van de grondleggers van de Verenigde Staten.

## Biografie
Richard Barnes Mason werd op 16 januari 1797 geboren in Lexington, een plantage in Fairfax County te Virginia. Hij was de zoon van George Mason en Elizabeth Mary Ann Barnes Hooe.
Mason tekende in 1817 voor het leger. Hij diende in de 1st U.S. Infantry tijdens de Black Hawk-oorlog in 1832. Het jaar daarop diende hij in het 1st Cavalry Regiment als eerste majoor. Op 28 januari 1836 trouwde Mason met Elizabeth Margaret Hunter. Zij kregen drie dochters: Emma Twiggs Mason Wheaton (17 oktober 1836 − 16 februari 1864), Elizabeth Mary Ann Sally Mason (20 augustus 1838 − 19 november 1912) en Alice Graham Mason (ca. 1843 − 10 februari 1847).
In 1836 werd Mason bevorderd tot luitenant-kolonel. Gedurende de Mexicaans-Amerikaanse Oorlog diende hij in New Mexico Territory (het huidige New Mexico) en Californië en klom hij in 1846 op tot de rang van kolonel.
Op 31 mei 1847 werd Mason aangesteld als militair gouverneur van het door de Verenigde Staten ingelijfde Californië, een functie die hij tot 13 april 1849 vervulde. Toen in januari 1848 goud werd gevonden aan de American River, verstuurde Mason een rapport van de vondst naar president James Polk. De officiële vermelding van de goudvondst door Polk in december 1848 wordt door velen beschouwd als de vonk die de Californische goldrush deed ontstaan; een gebeurtenis die leidde tot een grote volksverhuizing naar Californië.
Mason stierf op 25 juli 1850 in Jefferson Barracks, een militaire post in Lemay, in St. Louis County te Missouri. Als eerbetoon werd in 1882 een militaire post in San Francisco naar Mason vernoemd. Fort Mason diende meer dan honderd jaar als militaire basis.
- Gemeinsame Normdatei: 1190926377
- International Standard Name Identifier: 0000 0000 4851 9427
- Library of Congress Control Number: no2007021411
- Nationale Bibliotheek van Israël: 987010649947705171
- SNAC: w68p71jf
- Virtual International Authority File: 24371181
- WorldCat: E39PBJdrGQGghm7rkgCYpfRtKd